# Фердинанд фон Бредов
Фердинанд фон Бредов (нім. Ferdinand von Bredow ; 16 травня 1884, Нойруппін — 30 червня 1934, Берлін
) — німецький генерал, був главою абверу, а також виконував обов'язки міністра оборони в кабінеті Курта фон Шлейхера, останнього рейхсканцлера Веймарської республіки. Вважався його однодумцем та найближчим помічником.
Очолюючи протягом тривалого часу армійську розвідку і контррозвідку, Фердинанд фон Бредов був носієм секретної інформації, яка в разі публікації, могла становити певну небезпеку для керівників нацистської Німеччини. Ймовірно, з цих міркувань, нацисти вбили його разом з фон Шлейхером під час Ночі довгих ножів. 30 червня 1934 до його будинку увірвалася група людей, що витягнули його надвір та заштовхали у поліційний фургон припаркований неподалік. Там його вбили. Тіло скинули у придорожню канаву.